# 서울 고종 어극 40년 칭경기념비
서울 고종 어극 40년 칭경기념비(서울 高宗 御極 四十年 稱慶紀念碑), 속칭 비각(碑閣)은 대한민국 서울특별시 종로구에 있는 사적으로  대한제국의 황제 고종 즉위 40년을 기념하여 1902년 세운 기념비이다. 이 기념비의 비문에는 고종이 제위에 오른 것과, 광무라는 독자적인 연호를 사용한 것, 그리고 고종이 즉위 40년이 된 사실 등을 기록하였다. 1969년 7월 28일 사적 171호로 지정되었다.

## 역사
이 비는 1902년(광무 6년)에 세워졌다. 비문에는 고종(재위 1863년~1907년)이 즉위한 지 40년이 된 것과 51세가 되어 기로소에 입소한 것, 국호를 대한제국으로 고치고 황제의 칭호를 쓰게 된 것을 기념하기 위하여 세웠다고 쓰여 있다. 돌거북 위에 세워진 비석의 앞면에는 '대한제국 대황제 보령 망육순 어극사십년 칭경기념송'이라는 글이 새겨져 있다. 당시 황태자인 순종이 글씨를 썼다.
비를 보호하기 위한 작은 규모의 비각에는 '기념비전'이라는 현판을 달아 격을 높였다. 비각은 2중의 기단위에 정면 3칸 측면 3칸으로 서 있는 정자형 건물로, 20세기 초 전통적인 건축양식이 사라지기 직전에 세워진 것 중 가장 아름다운 건물이다.
건물의 남쪽으로 돌기둥 위에 '만세문'이라 새긴 무지개 모양의 문이 있다.
광복 후 1954년에 비각을 보수하면서, 일본인에게 팔렸던 돌로 된 만세문과 담을 찾아다가 일부를 복원하였고, 1967년경에 광화문 지하보도 건설과 종로 확장 공사로 인하여, 원래의 위치에서 북동쪽으로 약간 이전하였다.1979년에 전면적으로 다시 고쳐 옛 면모를 갖추게 되었다.
설치 당시 정궁인 경복궁 근처에 지었는데 황제의 기념비이니 당시에 정궁으로 사용되고 있었던 경복궁의 근처에 설치한 것으로 추측되고 있다.

## 건축
대한제국의 유명한 건축기사 심의석(沈宜錫)이 1902년 9월 경복궁 근처에 건립하였다.

## 갤러리

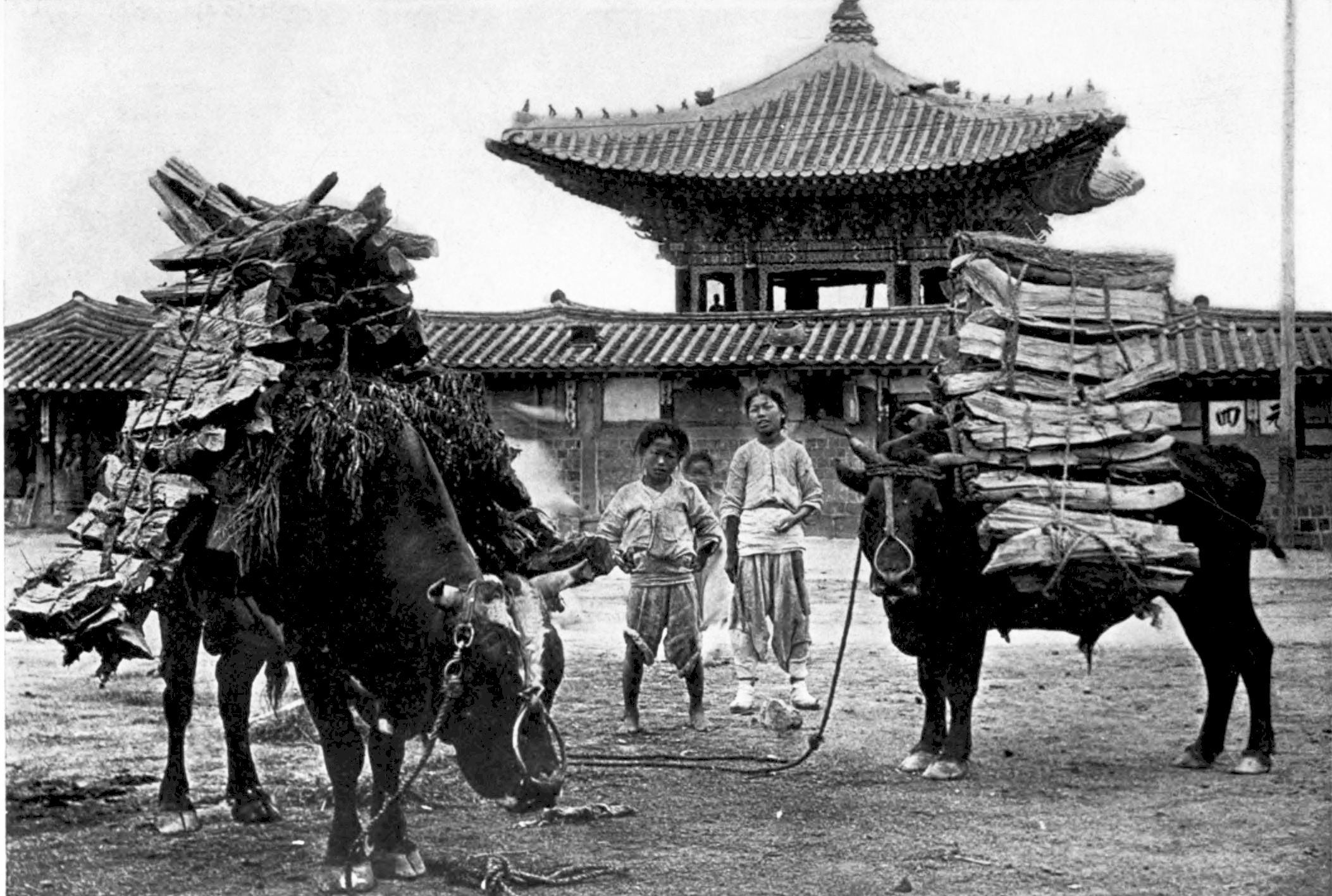
1900년대 초의 모습

## 같이 보기
- 광화문